# آیوی جرج
آیوی جرج (انگلیسی: Ivy George؛ زادهٔ ۱۶ مهٔ ۲۰۰۷) بازیگر خردسال آمریکایی است. وی از سال ۲۰۱۴ میلادی تاکنون مشغول فعالیت بوده‌است.
از فیلم‌ها یا مجموعه‌های تلویزیونی که وی در آن‌ها نقش داشته‌است می‌توان به دروغ‌های کوچک بزرگ و حجاب اشاره نمود.